# Felix Baldauf
Felix Baldauf (født 22. oktober 1994 i Köthen, Tyskland) er en norsk bryder for Idrettslaget Braatt, en sportsforening i Kristiansund, og Norges landshold i 98-kilo vægtklassen. Han er 185 cm høj.
Baldauf vandt sin første internationale medalje til junior-EM i 2012, og han vandt junior-EM i 2014 som den første norske bryder nogensinde.
I 2017 blev han Europamester for seniorer og tog Norges første EM-guld for mænd siden Lars Rønningen i 1992.
Baldauf vandt bronzemedalje på under De Europæiske Lege 19 og blev dermed den første mandlige bryder fra Norge, som har vundet en medalje til De Europæiske Lege.
Baldauf er også kendt fra TV2 Livsstilsserien Bloggerne.

## Præstationer
- Europamester 2017
- Bronze ved De Europæiske Lege 2019 [behøver reference]
- 7x Norgesmester, 1 Kongepokal [behøver reference]
- 3x Nordisk Mester [behøver reference]
- Bronze ved U23-EM 2015.[6]
- Europamester U21 2014, EM-sølv U21 2012.[7]
- Vm-bronze U21 2014[8]